# Língua matis
A língua matis é falada pelos indígenas do povo Matis, os quais vivem na Terra Indígena do Vale do Javari, localizada no estado brasileiro do Amazonas, na fronteira com o Peru. Nessa TI, encontram-se 7 povos conhecidos: Marubo, Matis, Matsés (Mayoruna), Kulina Pano, Kanamari, Korubo e Tsohom-dyapa, sendo os 2 últimos de recente contato, além de um conjunto significativo de grupos isolados.
Segundo o Censo demográfico de 2010, feito pelo IBGE, existiam 1013 pessoas matis, das quais 846 são falantes da língua. Pelos dados do Siasi/Sesai (SIASI:  Sistema  de  Informação da Atenção à Saúde Indígena; SESAI: Secretaria Especial de Saúde Indígena), em 2014, o número era de 457 indígenas matis.
A língua Matis faz parte da família Pano, a qual é formada por aproximadamente 30 línguas faladas no Brasil, no Peru e na Bolívia. Pertence ao ramo Mayoruna, juntamente das línguas Matsés, Korubo e Kulina. Ela é considerada em risco, visto que o número de falantes não é alto.
Em 2023, foi declarada língua oficial do Amazonas, juntamente com outras 15 línguas indígenas.

## Situação sociolingüística do grupo matis
Os Matis foram contactados no final da década de 1970. Por muitos anos, não houve nenhum estudo sobre eles. O primeiro pesquisador a fazer um trabalho acadêmico sobre esse grupo foi Philippe Erikson, antropólogo da Université de Paris X - Nanterre, cuja pesquisa resultou em uma tese de doutorado: “Les Matis d’Amazonie. Parure du corps, identié ethique et organization sociale”, defendida em 1990. Ele também publicou vários artigos sobre as pinturas corporais, caça e rituais do grupo.
O Matis sofreu muito após o seu contato com a sociedade nacional. Segundo dados apresentados pelo CEDI  (1981, 1982) os Matis não passavam de 83 indivíduos em 1983. 
Em virtude da grande dificuldade que a FUNAI enfrentava em atender os doentes  e pela distância que se encontrava um grupo do outro (nessa época eles estavam agrupados em quatro clãs), foi feito um pedido para que eles se reunissem em uma só aldeia. Com isso, pôde-se dar uma maior assistência ao grupo como um todo. O primeiro lugar em que se reuniram foi perto de um igarapé, conhecido por “Bueiro”, se estabelecendo à margem do rio Ituí. Hoje, o grupo se encontra próximo ao igarapé conhecido como rio Branco. Ao longo destes 25 anos o grupo pôde retomar o seu crescimento demográfico, sendo, hoje, 262 indivíduos. Os rituais que haviam deixado de realizar foram retomados com bastante vigor, voltando a fazer parte de suas vidas.
O grupo continua sendo praticamente monolíngue, pois poucas pessoas têm domínio do português. Nos últimos anos surgiram três rapazes que têm tido muito sucesso na aprendizagem do português, em particular, destaca-se Bu, que atualmente estuda na cidade de Atalaia do Norte. 
Após o contato com a sociedade nacional, houve alguns efeitos consideráveis sobre a comunidade como um todo, afetando os padrões culturais. O grupo começou a consumir alimentos da cidade e a adquirir aparelhos eletrônicos. O maior efeito do contato hoje está sendo sobre os rapazes menores de 25 anos, que não sabem fazer as armas tradicionais (tidinte “zarabatana”, tawa “arco-flecha” e nete “lança”), como também não têm interesse em aprender a caçar com elas. Outro impacto ocorrido após o contato foi com relação às modificações nas representações etiológicas e nas representações associadas ao xamanismo. Quanto ao xamanismo, o grupo possuía o que denominam de o, uma espécie de “poder” adquirido de pai para filho; hoje, segundo os mais velhos, há somente três pessoas que possuem o o: Tumi Preto, Buu e Mak. Eles me relataram que o o só é passado de pai para filho durante todo o crescimento, e aquele que quer ter esse “poder” necessita caminhar com seu pai, adquirindo orientações de como recebê-lo. Da mesma forma que os jovens, os adultos, após as mortes dos anciãos, não tiveram mais interesse em buscar esse “poder” xamanístico.
Segundo Erikson (1994, p. 180), “sho  é a substância característica - e mesmo a fonte de poder - dos xamãs e dos homens importantes. Mas o campo do conceito transborda em muito do estrito quadro da etiologia”. Ainda, segundo o autor, a busca do o os expunha a doenças, e após a grande mortandade ocorrida, fica razoável entender o medo com relação à aquisição do xo. No entanto, apesar dos jovens não buscarem mais este tipo de “poder”, eles ainda preservam rituais importantes, como o ritual do mariwin, uma força que vem para expurgar tudo de ruim que cada indivíduo fez ou recebeu, para castigar as crianças, segundo seus maus comportamentos, e para aumentar a “sorte” na busca de caça. Outro ritual importante em uso é o kanpuk, veneno de sapo injetado sob a pele, que produz vômitos. Assim, acreditam destruir o mal-estar e as doenças que atrapalham na caça ou nas atividades diárias. Com relação ao tabaco “anpuute” (an- “boca” puʂud- “fumaça” –te “”instr.nzr”).e aos alucinógenos “kawaro”, foram abandonados por imposição do enfermeiro da FUNAI (Erikson, 1994, p. 182).

### Assimilação Cultural
Desde o contato com o não-índio, os Matis passaram por uma série de transformações, dentre elas a perda do xamanismo. Eles conquistaram dos não-índios materiais como machado, facão, serrote, forno, utensílios domésticos, roupas, rádio e danças. Agora, os Matis querem conquistar a informação, isto é, saber falar, ler e escrever em português. Com isso, o grupo tem cobrado da FUNAI professores para a escola. A alfabetização tem sido feita somente em português , mas isso não significa que as crianças estejam deixando de falar Matis, porque são todas monolíngues. Por causa do contato que vêm tendo com os não-indígenas (que são a fonte de comércio), com a FUNAI (que é interlocutor entre eles e o não-indígena) e com as ONGs (que são os interlocutores políticos), os Matis decidiram que aprender português seria a melhor  forma de se conseguir prestígio dentro da sociedade nacional. Essa busca do conhecimento da sociedade envolvente tem levado alguns pais a colocarem seus filhos para estudar na cidade. Os Matis não são os primeiros a tomarem esta atitude de busca do conhecimento, pois outros grupos já o fizeram com resultados bastante desastrosos.
Faz-se necessária uma discussão sobre a questão da educação entre o grupo matis. Já se avançou muito nas discussões sobre educação indígena. Ajudá-los, nesse momento, seria a melhor coisa a ser feita. 
Atualmente, os jovens não têm mais interesse pelas histórias tradicionais e pelas narrativas e estão perdendo também o interesse pela forma tradicional de caça. Eles têm valorizado cada vez mais a cultura envolvente. 
Trabalhar com a língua seria, talvez, “resgatar” os valores culturais acima mencionados, como o xo, que foi perdido, dentre outras coisas que  ainda podem ser mantidas.

## A utilização dos termos nawa e matsés
Os Matis tratam o não-índio com um termo diferente daquele utilizado para o índio de outra etnia. Os não-índios são chamados de nawa, termo diferente daquele utilizado para se referirem aos Mayorunas, Korubos, Marubos e outros, que seria Matses wtsi, ou seja, “as outras gentes”. Matsés é como os Matis se chamam quando encontram com um “estrangeiro” (o branco) ou com outra etnia.  Isso não seria uma autodenominação (como já foi dito acima), pois há três autodenominações divididas por família: domo, tsawabo, dɨn midikibo. O termo Matsés “gente, ser humano” é utilizado por outros grupos dessa família, como os Mayorunas, Kulina, tankubo e outros. Segundo Keifenheim (1990, p.80), no momento em que estes grupos respondem “eu sou Matsés”, ou seja, “eu sou gente”.Com isso, eles estão afirmando sua identidade com seu interlocutor, isto é, que não são um espírito. 
Compreender o significado do termo nawa não é uma tarefa fácil, visto que não há nada na língua que possa fazer referência a este termo. Isso não significa que, para os  não-índios (os brancos), o termo nawa signifique “não-gente’. A melhor tradução pode ser é “estrangeiro”. Se refletirmos sobre o conhecimento de mundo desse grupo antes do contato, veremos que suas referências eram somente com relação àqueles que habitavam na mata como eles. Ao saírem para uma expedição, chegavam a uma casa comunal do grupo korubo. Os Matis sabiam da existência de outros grupos, dentre eles, os abo e os pwanbo, e tinham em mente que todos os outros indivíduos com que se deparavam faziam parte desse mesmo mundo. Ao terem contato com essa nova “espécie” de ser humano, utilizaram um termo para se referirem àqueles que são estrangeiros ao seu mundo, os nawa. 
Segundo Lévi-Strauss (2003, p. 216) “O autônomo (...) determina um “si”, em contraste com outros “si”.” Assim, tratar da autodenominação Matis é uma tarefa complexa, principalmente porque este grupo não vivia em um só agrupamento, mas era dividido em famílias. De uma forma geral, eles se apresentavam como os dɨn midikibo, que significa “os mirikibo da cabeceira”. Além de se autodenominarem desse modo, eles se dividiam em famílias, como a do Tumi Preto, do Kanika e do Mak. O nome “Matis” vem do contato com os sertanistas. Por proximidade ao termo Matsés, os sertanistas e funcionários da FUNAI os chamaram de Matis, ficando na literatura e nos registros este nome para o grupo.

## Escrita
A língua Matis não possui tradição de escrita. Assim, os dados foram montados a partir da transcrição fonética, segundo a notação do Alfabeto Fonético Internacional (IPA).

## Fonologia e Fonética

### Inventário fonético

#### Consoantes
| Ponto→ Modo↓ | Bilabial | Alveolar | Pós-alveolar | Retroflexo | Palatal | Velar |
| ------------ | -------- | -------- | ------------ | ---------- | ------- | ----- |
| Oclusiva     | p b      | t d      |              |            |         | k     |
| Nasal        | m        | n        |              |            |         |       |
| Fricativa    |          | s        | ʃ            | ʂ          |         |       |
| Africada     |          | ts       | tʃ           | tʂ         |         |       |
| Aproximante  | w*       |          |              |            | j*      |       |

Nota: Os fonemas /w/ e /j/ são considerados realizações fonéticas das vogais /u/ e /i/, respectivamente.

#### Vogais
|              | Anterior | Central | Posterior |
| ------------ | -------- | ------- | --------- |
| Fechada      | i        | ɨ       | u         |
| Meio fechada | e        |         | o         |
| Aberta       |          | a       |           |

### Processos fonológicos
A língua Matis apresenta como processos fonológicos: a fusão, a assimilação da nasalidade, a lenição, o apagamento vocálico, o tapping, a assimilação da fricativa e a assimilação e dissimilação de /d/.

## Morfologia
A língua Matis possui uma morfologia complexa, assim como as outras línguas da família Pano. Ela é descrita predominantemente como uma língua aglutinante, com a presença de morfemas simples e complexos. Os primeiros estão associados a um único significado, e os outros, a mais de um. Na língua, ocorrem principalmente os processos morfológicos de sufixação e reduplicação, mas há também a prefixação, a nominalização, a verbalização, a adverbialização e a clitização.
Em Matis, a prefixação não é muito comum, ocorrendo em apenas dois casos. Um deles é o uso de prefixos de partes do corpo, que ocorrem com nomes, verbos e adjetivos. Esse processo também ocorre em outras línguas da família Pano. O outro uso é o acompanhamento do morfema {-paʂ} no verbo, indicando "ligeiramente" ou "rapidamente". A sufixação, por sua vez, possui várias funções. Alguns sufixos podem ser usados em mais de uma classe gramatical, como o morfema {-kimo}, que pode ser usado como itensificador (sentido de "muito") em advérbios, adjetivos e verbos. Já outros sufixos são exclusivos de uma classe, como o morfema {-bo}, um coletivizador só encontrado nos nomes (mais especificamente nos de traço "humano").
Em Matis, as palavras estão divididas entre as classes abertas e as fechadas. As abertas são os nomes, verbos, adjetivos e advérbios, e as fechadas são os pronomes, posposições, quantificadores e interjeições.          

### Nomes
Os nomes em Matis constituem uma classe aberta. Eles podem ser modificados por elementos vindos pospostos a eles, como numerais e quantificadores, ou por pronomes possessivos vindos antepostos a eles.

#### Categorias semânticas
Os nomes em Matis podem ser agrupados, de acordo com o léxico, em:
- "Entidade": sobre coisas abstratas, como tsusin "espírito ou alma".

- "Temporal": relacionado à existência no tempo, como nɨtɨ "hoje".
- "Concreto": relacionado à existência no tempo e espaço. Pode ser inanimado, como ʂubu "casa", ou animado, como atsaban "garça". Além disso, os nomes animados são divididos entre humanos, como mama "papai", e não-humanos, como tʃapa "peixe".

#### Sufixos nos nomes
Os sufixos são muito usados nos nomes, podendo indicar:
- Caso ergativo: {-n}, quando o nome termina em vogal ou {-ɨn}, quando o nome termina em consoante.
- Caso absolutivo: {-ø}, ou seja, não há marcação.
- Caso comitativo: {-bɨd}, com sujeito da intransitiva (S), {-bɨtan}, com sujeito da transitiva (A) e {-bɨta}, com objeto da transitiva (O).
- Função de instrumento: {-ɨn} ou o alomorfe {-n}.
- Função de locativo: {-no}, {-n} e {-mi}.
- Função de possessivo: {-n} ou o alomorfe {-ɨn}, usados entre dois nomes ou entre um nome e um pronome.
- Coletivo: {-bo}, usado apenas com nomes de traço semântico [humano].

- Coletivo para termos de parentesco: {-adbo}.
- Ênfase: {-dapa} ou os alomorfmes {-ɾapa} e {-tapa}.
- Diminutivo: {-bakuɨ}.
- Aumentativo: {-amɨ}.
- Quantificador: {-dapenpa}, usado principalmente com [não-humanos] e significa "muitos".
- Restrição: {-wid}, que significa "só, somente", e {-epapa}, que significa "1, só, sozinho".

### Pronomes
Em Matis, os pronomes formam uma classe fechada e são divididos em pessoais, possessivos, demonstrativos e interrogativos.

#### Pronomes pessoais
|                         | Ergativo | Absolutivo | Dativo |
| ----------------------- | -------- | ---------- | ------ |
| 1 sg, 1 + 3 (exclusivo) | ɨnbi     | ɨbi        | ɨbi    |
| 2 sg                    | minbi    | mibi       | mibi   |
| 3 sg                    | ø        | ø          | ø      |
| 1 + 2 (inclusivo)       | nuki     | nuki       | nuki   |
| 2 pl                    | mikui    | mikui      | mitso  |
| 3 pl                    | ø        | ø          | ø      |
| co-referentes 3 sg      | anbi     | abi        |        |
| co-referentes 3 pl      | ankuibi  | akuibi     |        |

Na língua Matis, os pronomes pessoais não apresentam distinção de gênero. Existe, no entanto, uma divisão dos pronomes singulares entre marcação de caso absolutivo e ergativo, na qual apenas os de caso ergativo possuem a marca {-n}. Essa diferença não ocorre nos pronomes no plural.
Nota-se que, no caso dativo, apenas o pronome de segunda pessoa do plural é diferente daquele do caso absolutivo. Além disso, os pronomes da terceira pessoa só aparecem quando há co-referência.

### Verbos
Os verbos em Matis formam uma classe aberta, possuindo um extenso número de morfemas morfossintáticos. Existem, por exemplo, morfemas que indicam negação, aspecto, tempo, modo, pluralidade, "direção", entre outros.

#### Tempo
Em Matis, existem dois tempos: passado e não-passado, diferentemente da divisão absoluta em passado, presente e futuro. Cada marcação temporal está relacionada a um ponto específico na referência temporal, entre não-passado (presente e futuro) e passado (de vários tipos). Esses morfemas temporais são:
- {-e}: indica "não-passado", ou seja, presente e futuro.
- {-nda} ou {-nɨda}: indica "passado indeterminado", sem uma referência específica no tempo. Nota-se que {-nɨda} ocorre após consoante e {-nda} após vogal.
- {-a}: indica "passado recente", quando o evento ocorreu no dia da enunciação.
- {-bo}: indica "passado não recente", ou seja, o intervalo entre o dia da enunciação e no máximo 3 dias anteriores.
- {-bonda}: indica "passado distante",  que pode ser um intervalo de dias, meses ou anos.
- {-anpi}: indica "passado remoto experiencial". É usado quando alguém tenha participado do evento relatado ou tenha certeza de que ele ocorreu, pois foi um registro histórico.

O morfema {-a}, por indicar algo que aconteceu no dia da enunciação, não pode estar acompanhado de advérbios como uʂto "ontem", que indicam um período anterior ao dia da enunciação. De maneira semelhante, {-bo} e {-bonda} não podem estar acompanhados de advérbios como nɨbi kimo "agora".

#### Aspecto
Em Matis, existem várias marcações de aspecto. Nota-se que algumas delas também marcam tempo. Os morfemas aspectuais são:
- {-wa}: indica "aspecto reiterativo", ou seja, que uma ação realizada irá se repetir.
- {-dene} ou {-tene}: indica "aspecto habitual passado", ou seja, que uma ação foi realizada repetidas vezes (diferente de "contínuo"). Sozinho, se refere a "passado não recente habitual", mas pode aparecer combinado com as marcas temporais {-nda}, {-bonda} ou {-anpi}, cada uma indicando o tipo de passado correspondente. O alomorfe {-tene} ocorre depois de consoantes não nasais.
- {-kid}: indica "aspecto habitual presente", ou seja, que uma ação acontece quase diariamente. Se opõe a {-e}, que indica algo eventual.
- {-tsen}: indica "aspecto inconclusivo frustrativo", ou seja, que uma ação foi quase concluída e isso trouxe frustração ao informante.
- {-tʂakan}: indica "aspecto inconclusivo involuntário", ou seja, que uma ação foi quase concluída, mas sem a ideia de frustração, como em {-tsen}.
- {-wid}: indica "aspecto incompletivo", ou seja, que a ação foi incompleta. Ele só ocorre com formas distintas do verbo "matar", como se "matar com flecha" e tonka "matar com arma de fogo", então indica que o alvo foi atingido, mas não morreu. Também pode estar relacionado ao sentimento de frustração pelo indivíduo por causa dessa ação incompleta.
- {-bud}: indica "aspecto durativo", ou seja, a durabilidade da ação. Quando se associa ao marcador de imperativo {-ta}, indica que quem recebe a ordem deve permanecer no lugar ou continuar realizando a ação.
- {-do} ou {-to}: indica "aspecto inceptivo", ou seja, que a ação começou. O alomorfe {-to} ocorre depois de consoantes não nasais.
- {-an}: indica "aspecto incoativo", ou seja, que algo começa a se tornar certa coisa.
- {-bene} e {-kene}: indicam "aspecto ininterrupto/intermitente", ou seja, que a ação está sendo realizada sem interrupção ou intermitentemente durante um percurso. Ambos significam "indo ou vindo sem parar", porém {-bene} é usado em verbos transitivos e {-kene} em intransitivos.
- {-tɨd}: indica um propósito e é marcado no verbo da oração principal.

#### Modo
Em Matis, os modos verbais são: imperativo, declarativo, desiderativo e negativo.
- Imperativo: pode ser marcado por ø, {-ta}, {-enda} ou {-ta} mais o verbo ka- "dizer". 
  1. ø ou {-ta}: no contexto: “Mená ordena que o Iba passe veneno na seta utilizada na zarabatana", se quem detém a seta é o Mená, usa-se ø; se a seta estiver na posse do Iba, usa-se o {-ta}.
  2. {-ta} ou {-enda}: {-ta} indica imperativo afirmativo e {-enda} imperativo negativo.
  3. {-ta} mais ka-: funciona como ordentaivo/mandativo, ou seja, "aquele que delega algo".

- Declarativo: marcado por {-k}.
- Desiderativo: marcado por {-nu}, que significa "ter vontade de, querer". Frases especulativas de futuro como "amanhã vou caçar um porco" são agramaticais para os falantes, pois eles não têm certeza se irão mesmo caçar um porco. Assim, o uso do desiderativo traz essa ideia de "futuro", mas indica um desejo e não uma certeza. Portanto, em vez de usar sedkeaʂ ɨnbi unkin tonkaek kapoek “amanhã vou caçar um porco”, os falantes usam sedkeaʂ ɨnbi tonkanu kapoek “amanhã eu desejo caçar um porco”.
- Negativo: marcado por {-emen} no tempo não-passado, ou {-ama} no tempo passado recente. Para indicar outro tipo de passado (não-recente, distante ou remoto), é necessário utilizar o verbo auxiliar ik- antes das marcas de tempo.

#### Transitividade
Os verbos em Matis são divididos em:
- Intransitivos: possuem sujeito (S), marcado pelo caso absolutivo ø.
- Transitivos: possuem sujeito (A), marcado pelo caso ergativo {-n} ou {-ɨn}, e objeto (O) marcado pelo absolutivo ø.
- Bitransitivos: possuem sujeito (A) e dois objetos (O)
- Copulares: raízes que funcionam como "verbos genéricos"
  - bama- "partícula de negação"
  - abi- "partícula de afirmação"
  - ik- "cópula": quando usado em orações possessivas no passado, é por onde as marcas de tempo são expressas. Quando é usado depois de verbos acompanhados do morfema de negação {-ama}, é por onde as marcas de tempo e aspecto são expressas.

## Sintaxe
Matis é uma língua do tipo ergativo/absolutivo, assim como outras línguas da família Pano. Em línguas desse tipo, apenas o sujeito da transitiva (A) recebe marcação do caso ergativo, enquanto o sujeito da intransitiva (S) e o objeto da transitiva (O) são marcados pelo caso absolutivo. Em contraste, nas línguas do tipo nominativo/acusativo, A e S recebem a mesma marcação de caso nominativo, enquanto O é marcado pelo caso acusativo. Em Matis, o caso ergativo é marcado pelos alomorfes {ɨn} e {-n}, e o absolutivo ocorre sem marcação morfológica (representado por ø).
Em Matis, as ordens mais encontradas são AOV (sujeito-objeto-verbo) nas frases transitivas e SV (sujeito-objeto) nas intransitivas.

## Vocabulário

### Lista de vocabulário básico
Nesta lista de vocabulário básico, são encontradas 200 palavras em ordem alfabética Português-Matis.
| Português                  | Matis                      |
| -------------------------- | -------------------------- |
| água                       | waka                       |
| amarelo                    | ʃin                        |
| amolado                    | ʃeka-                      |
| andar/caminhar             | kapo-                      |
| animal                     | nɨiʃ                       |
| ano                        | badi                       |
| aquele                     | akit                       |
| aqui                       | nɨ                         |
| arder/queimar              | kuk-                       |
| areia                      | masi                       |
| árvore                     | iwi                        |
| asa                        | pɨi                        |
| atrás                      | ukɨ                        |
| barriga                    | puku                       |
| bater                      | kues                       |
| beber                      | ak-                        |
| boca                       | ɨʃak                       |
| bom                        | bɨda                       |
| branco                     | wasa                       |
| brincar                    | tʃukewa-                   |
| cabeça                     | maʃo                       |
| cabelo                     | maʃakete                   |
| caçar                      | kapo-                      |
| cachorro                   | wapa                       |
| cair do alto               | pakat-                     |
| cair estando no chão       | tunki-                     |
| caminho                    | bai                        |
| cantar                     | noman-                     |
| carapanã (pernilongo)      | biuʃ                       |
| carne                      | nami                       |
| casca                      | mɨi                        |
| cavar                      | menan-                     |
| certo                      | bɨda                       |
| céu                        | abuk                       |
| cheio (estar cheio)        | kubut-                     |
| cheiro                     | piʃi                       |
| chifre                     | país                       |
| chupar                     | tʃiʃ-                      |
| chuva                      | we                         |
| cinco                      | mikɨn atʃɨwɨʃ tet          |
| cinza (resto de fogueira)  | tsismapuk                  |
| coçar                      | ʃɨkɨtka-                   |
| com                        | bɨtan ~ bɨta ~ bɨt-        |
| comer                      | pe-                        |
| contar                     | misteta                    |
| coração                    | winte                      |
| corda de rede              | ditebete                   |
| corda de arco              | buku                       |
| corda em geral             | nai                        |
| correr (singular)          | abat-                      |
| correr (plural)            | tʃabad-                    |
| cortar                     | de-/te-/nakte-/dɨr-/kapɨʃ- |
| costurar                   | kɨkun-                     |
| cozinhar                   | kodoka-                    |
| criança/menino             | papi                       |
| curto                      | tuku                       |
| dançar                     | munut-                     |
| dar                        | men-                       |
| deitar (na rede)           | duk-                       |
| deitar (no chão)           | sukuat-                    |
| dente                      | ʃita                       |
| dentro                     | et-                        |
| dez                        | mɨkɨn atʃɨwɨʃ dabɨtpa      |
| dia                        | nɨtɨn                      |
| dizer                      | tʃuwi-                     |
| dois                       | dabɨtpa                    |
| dormir                     | uʃ-                        |
| empurrar com a mão         | mɨama-                     |
| enrolado                   | ʃuin-                      |
| escovar                    | anmakudek                  |
| espetar                    | toʃka-                     |
| esposa                     | awin                       |
| esse                       | nekit                      |
| esses                      | nekitbo                    |
| este/isto                  | nɨkit                      |
| estrela                    | wispa                      |
| eu (erg./abs.)             | ɨnbi/ɨbi                   |
| falar                      | onk-                       |
| ficar em pé                | nidek/nita                 |
| fígado                     | takua                      |
| flecha                     | pia                        |
| flor                       | iwiwa                      |
| floresta                   | nawɨ                       |
| fogo                       | muʃte                      |
| folha                      | iwi podo                   |
| frio (ter frio)            | iken-                      |
| fruto                      | tʃitʃo                     |
| fumaça                     | puʃute                     |
| furar                      | toska-                     |
| gelado                     | waduʃ                      |
| gente                      | mates                      |
| gordura                    | pobɨt                      |
| grama                      | wesin                      |
| grande                     | ʃunu                       |
| gritar/chamar              | tʃuk-                      |
| grosso                     | noa                        |
| homem                      | dada/papi                  |
| inchar                     | bidiskai                   |
| ir                         | kuan-                      |
| irmã (mais nova)           | tʃibi                      |
| irmã (mais velha)          | tʃutʃu                     |
| irmão (mais novo)          | makʃu                      |
| irmão (mais velho)         | butʃi                      |
| joelho                     | danbɨdu                    |
| jogar                      | ne-                        |
| lá/ali                     | u                          |
| lago                       | tʃan                       |
| lavar                      | ʃik-                       |
| ligar (aparelho)           | kuɨtmeta                   |
| limpar                     | bidiskai                   |
| língua                     | ana                        |
| longe                      | mɨdu                       |
| longo/comprido             | ʃunu                       |
| lua                        | uʃɨ                        |
| lutar                      | amai                       |
| mãe                        | ani/tita                   |
| mão                        | mɨkɨn                      |
| marido                     | bɨnɨ                       |
| matar                      | ak-                        |
| mau                        | bɨda pemen                 |
| medo                       | dakut-                     |
| montanha                   | ukumuduk                   |
| morder                     | pe-                        |
| morrer                     | nan-                       |
| muito (intensidade)        | kimo                       |
| muito (quantidade)         | dadenpa                    |
| mulher                     | tʃidabo                    |
| nadar                      | nun-                       |
| não                        | pemen                      |
| não (existir)              | bama                       |
| nariz (ponta/ estremidade) | dɨʃan                      |
| negro/preto                | wisu                       |
| noite/escuro               | imɨt                       |
| nome                       | anɨ                        |
| nós                        | nuki                       |
| novo                       | paʃa                       |
| nuvem                      | kuɨin                      |
| olho                       | bɨdu                       |
| onde                       | mira                       |
| orelha                     | papuʃan                    |
| osso                       | wispo                      |
| outro                      | wɨtsi                      |
| ouvir                      | kuak-                      |
| ovo                        | tu                         |
| pai                        | mama                       |
| para                       | -n ~-an                    |
| pássaro                    | tʃididiʃ                   |
| pau/vara                   | kueste                     |
| pé                         | taɨ                        |
| pedra                      | maʃaʃ                      |
| peixe                      | tʃapa                      |
| pele                       | bittsi                     |
| pena                       | ʃakete                     |
| pequeno                    | tuku                       |
| perna                      | pudunte                    |
| perto                      | nɨtsɨk                     |
| pesado                     | iwɨdap                     |
| pescoço                    | tetun                      |
| podre                      | pisidap                    |
| poeira                     | duduk                      |
| por quê                    | natsikek                   |
| pouco                      | papitsɨk/dabɨtsɨk          |
| quatro                     | mɨkɨn antantet             |
| quê?/o quê?                | awɨda                      |
| quem?                      | tsuntsi                    |
| quente                     | itis                       |
| rabo                       | ina                        |
| rachar                     | pos-                       |
| raiz                       | ibisunku                   |
| respirar                   | anpuʃut-                   |
| rio                        | tʃɨʃɨ                      |
| rir                        | den-                       |
| saber                      | tanawa-                    |
| sal                        | bata                       |
| saliva                     | ektʃun                     |
| sangue                     | imi                        |
| secar                      | kudu-                      |
| segurar                    | ne/beta                    |
| seio                       | ʃuma                       |
| semente                    | uʃɨ                        |
| sentar                     | tsat-                      |
| serpente                   | dunu                       |
| sol                        | tanu                       |
| soprar                     | buʃka-                     |
| sujo                       | wisudap                    |
| terra                      | tʃot                       |
| todos                      | atʃɨwɨʃ                    |
| trabalhar                  | tʃonot-                    |
| três                       | mɨkɨn tet                  |
| tripa                      | puku                       |
| úmido                      | waka podkodak              |
| veia                       | punu                       |
| velha                      | matʃo                      |
| velho                      | dadasibo                   |
| velho (coisa)              | ʃini                       |
| vento                      | aiun                       |
| verde                      | ɨmu                        |
| vermelho                   | pɨt                        |
| vestuário (camisa)         | datonkete                  |
| viver (não está morto)     | amaimen                    |
| voar                       | kapo-                      |
| você (erg./abs.)           | minbi/mibi                 |
| voltar                     | tʃo-                       |
| vomitar                    | uk-                        |

### Dicionário Matis-Português
Em sua tese, Vitória Regina Spanghero Ferreira desenvolveu um dicionário Matis-Português de 1547 entradas, que contêm informações semânticas, gramaticais e pragmáticas.

## Uso na mídia
- A língua Matis foi objeto de um problema da Olimpíada Brasileira de Linguística (OBL), na fase 1A da edição Kubata de 2020.